# P.I.Ę.Ć.G.I.E. Panama
P.I.Ę.Ć.G.I.E. Panama – pierwszy album zespołu Cinq G wydany w 2004 roku.

## Lista utworów
1. "P.I.Ę.Ć.G.I.E. Złapie Cię"
2. "Ananas Dla Mas"
3. "Sztuka Walka"
4. "Lazy (Crazy) Riddim"
5. "O' Na Na Na"
6. "Praktyka"
7. "Sputnik"
8. "Ręce w górę (Na Raz)(Mista Pita Remix)"
9. "Nie Waż Kości, Stan!"
10. "Zemby"
11. "Rave Dogg"
12. "Samba Ragga"
13. "Hidden Track – Najgorsze Ragga W Mieście"